# Charles Brook
Pour les articles homonymes, voir Brook.
 (avril 2016).
Si vous disposez d'ouvrages ou d'articles de référence ou si vous connaissez des sites web de qualité traitant du thème abordé ici, merci de compléter l'article en donnant les références utiles à sa vérifiabilité et en les liant à la section « Notes et références ».
Charles Brook est une localité située sur l'Île de Terre-Neuve, dans la province de Terre-Neuve-et-Labrador, au Canada.
En 1791, se trouvait à proximité, un camp Béothuk. Une petite fille, Oubee, y aurait été kidnappée pour être ramenée en Angleterre.

## Municipalités limitrophes